# St. Michael (Heroldsbach)

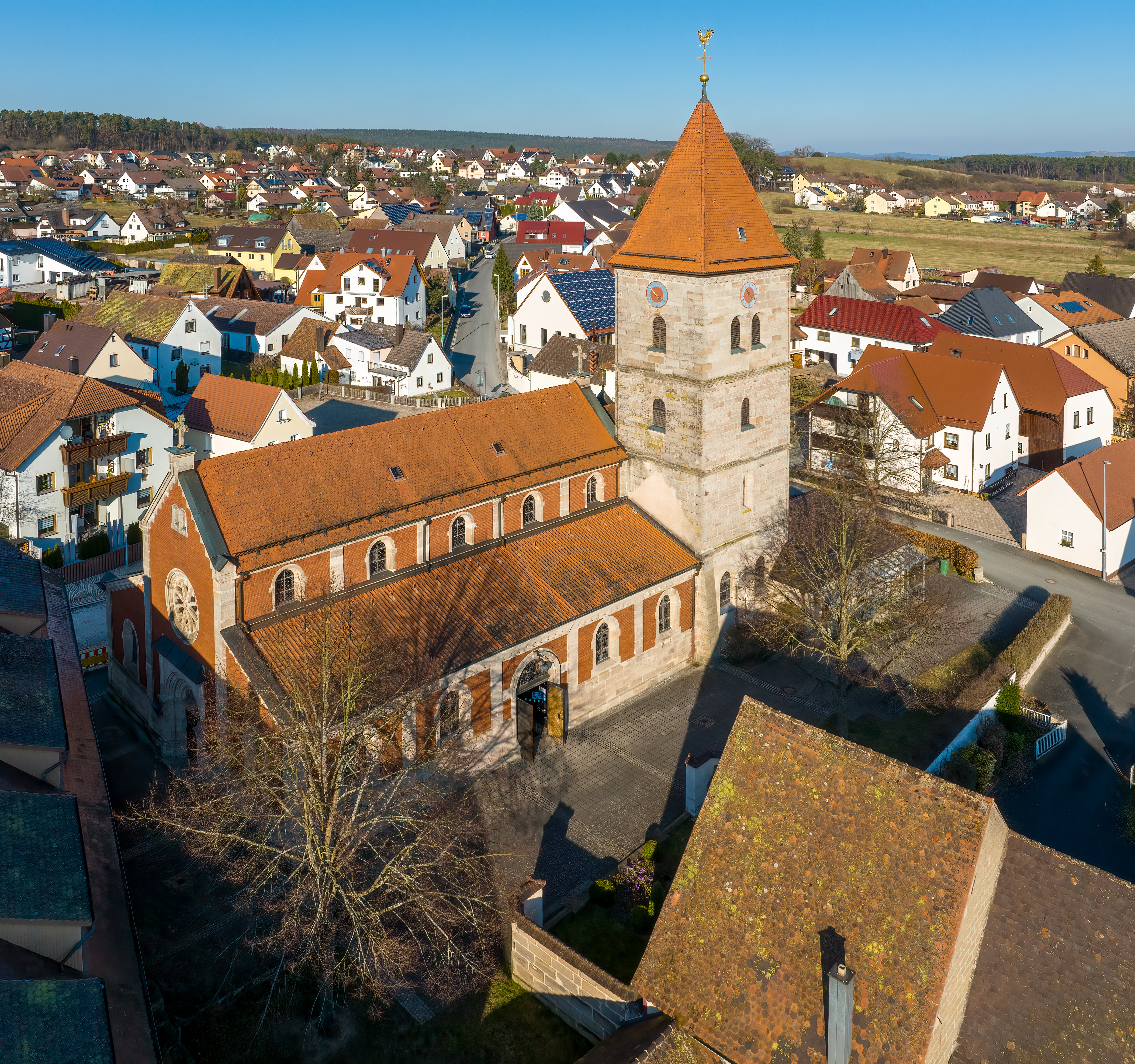
St. Michael (Heroldsbach)

Die römisch-katholische, denkmalgeschützte Pfarrkirche St. Michael steht in Heroldsbach, einer Gemeinde im Landkreis Forchheim (Oberfranken, Bayern). Das Bauwerk ist unter der Denkmalnummer D-4-74-135-1 als Baudenkmal in der Bayerischen Denkmalliste eingetragen. Die Pfarrei gehört zum Seelsorgebereich Forchheim im Dekanat Forchheim des Erzbistums Bamberg.

## Beschreibung

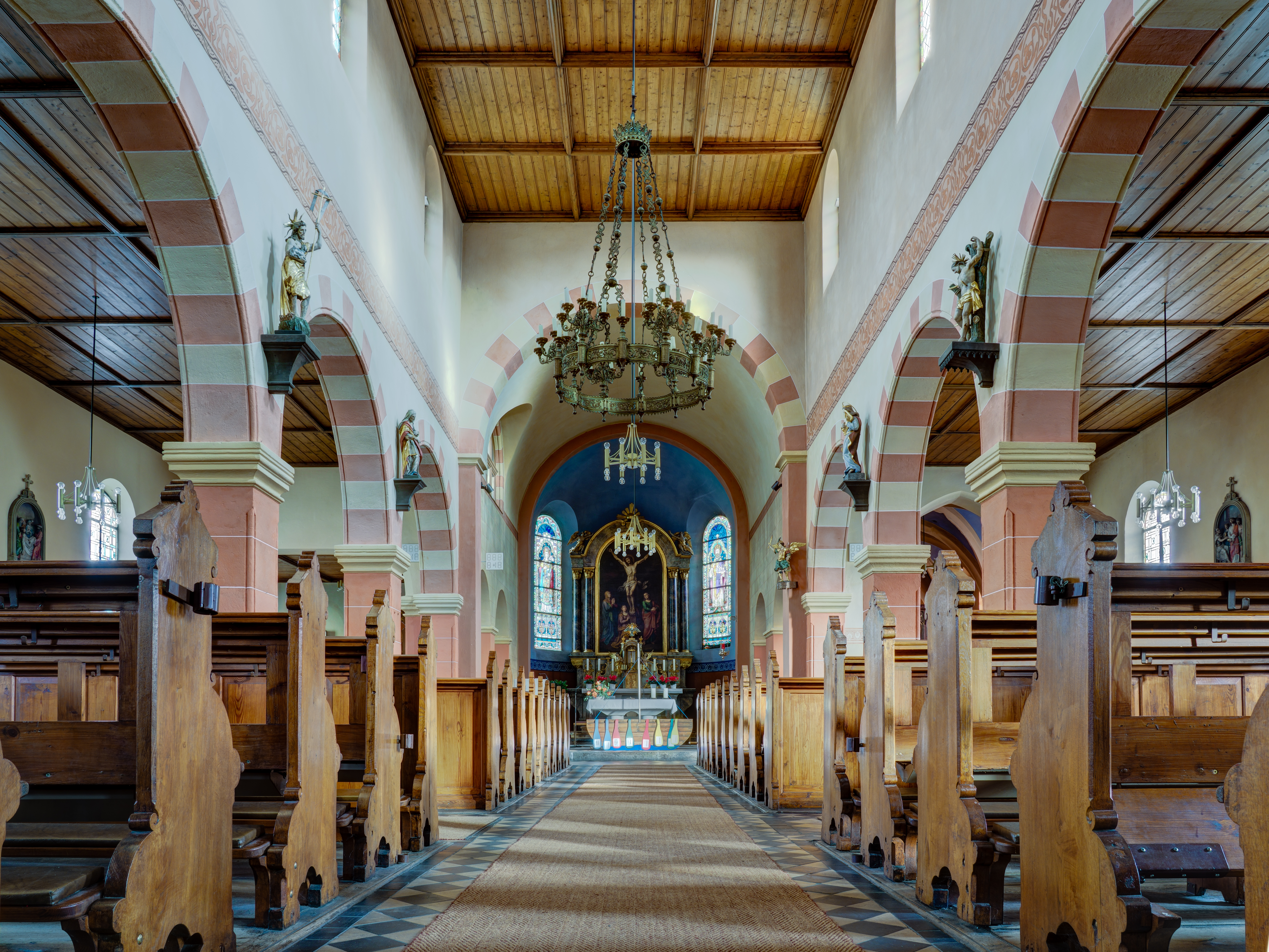
Langhaus mit Blick auf den Altarraum

Die neuromanische, dreischiffige Basilika wurde 1895 nach einem Entwurf von Franz Xaver Ruepp errichtet. Gleichzeitig wurde der um 1438 gebaute dreigeschossige Chorturm des Vorgängerbaus von 1638 um ein Geschoss aufgestockt, das die Turmuhr und den Glockenstuhl beherbergt, und mit einem Pyramidendach bedeckt. Er steht im Osten vor dem südlichen Seitenschiff und im Süden des halbrund geschlossenen Chors vor dem Mittelschiff und dient als Glockenturm. 
Zur Kirchenausstattung gehört der 1934 gebaute Hochaltar mit einer älteren Kreuzigungsgruppe. Der südliche Nebenaltar wurde aus Teilen eines von Johann Bernhard Kamm gebauten Altars zusammengesetzt. In der Predella des nördlichen Nebenaltars ist die Himmelfahrt Marias dargestellt.